# 陳慶瑜
陳慶瑜（1899年—1981年7月12日），字瑾功，江蘇常熟人。中華民國政府官員。

## 公職
- 總統府國策顧問（民國60年至70年）
- 中國銀行董事長（民國58年至60年）
- 財政部部長（民國52年12月至56年12月）
- 中國國民黨中央委員會中央評議委員（民國52年至70年）
- 臺灣銀行董事長（民國52年至53年）
- 行政院主計處主計長（民國47年至52年）
- 行政院秘書長（民國43年至47年）
- 中國國民黨中央委員會財務委員會副主任委員（民國42年至58年）
- 財政部政務次長（民國41年至43年）
- 財政部常務次長（民國39年至41年）
- 財政部國庫署署長（民國38年4月至39年3月）
- 中央銀行南京分行經理（民國37年）
- 陝西省政府財政廳廳長（民國34年至37年）
- 陝西省政府委員兼建設廳廳長（民國32年至34年）
- 財政部整理公債委員會專門委員
- 經濟部物資局主任秘書兼總務處處長（民國31年）
- 財政部整理地方稅捐委員會委員兼三民主義青年團中央幹事會宣傳處副處長（民國28年）
- 第一戰區司令長官部秘書
- 河南省政府土地陳報處副處長兼財政部主任秘書及科長
- 財政部整理地方稅捐委員會編纂
- 江蘇省漣水縣縣長
- 建設委員會設計委員[1]